# Hannoversche Glashütte
Die Hannoversche Glashütte war eine im 19. Jahrhundert gegründete Glashütte bei Hannover im (heutigen) Stadtteil Hainholz.

## Geschichte
Die Hannoversche Glashütte wurde 1871 – im Jahr der Begründung des Deutschen Kaiserreichs – als „Norddeutsche Aktiengesellschaft für Glasfabrikation“ in Hainholz gegründet. Neben den anfänglich seinerzeit üblichen Sorten von Flaschen wurden auch leichte Medizin-, Flacon- und andere Hohlgläser produziert, die jahrzehntelang als Spezialität des Unternehmens angeboten wurden. Das Hauptgeschäft bildete jedoch die Herstellung von Flaschen aller Art für Weine, Liköre, Sekt und Bier sowie Brunnen- und Mineralwasser.
Unterdessen war 1873 offensichtlich eine weitere „Hannoversche Glashütte von Henning Boetius & Compagnie“ in Hainholz entstanden, zu der um 1880 ein Zugangsweg entstand, der ab 1892 Hüttenstraße benannt wurde. Die 1911 angelegte Glashüttenstraße in Vahrenwald soll ebenfalls „nach der dort vorhandenen Glashütte“ von „H. Boetius & Companie“ benannt worden sein.
Während der Weimarer Republik war die Hannoversche Glashütte 1927 mit modernsten Mitteln ausgestattet, darunter eine sogenannte „Owens-Maschine“, die das Glas automatisch zu Flaschen aufblies. Im selben Jahr erreichte die Kapitalgesellschaft mit ihren rund 300 Mitarbeitern eine Flaschenproduktion von rund 8.000.000 Stück. 1929 führte die Weltwirtschaftskrise zur Schließung des Unternehmens. Die Gebäude wurden 1933 abgebrochen.